# Smiths Falls
Smiths Falls es un pueblo canadiense situado en la provincia de Ontario.

## Superficie
Smiths Falls tiene una superficie de 9,66 km².

## Demografía
En 2021, tenía 9254 habitantes, una densidad poblacional de 958,1 hab./km², y 4523 viviendas.